# Ki no Tomonori
Ki no Tomonori (紀 友則?; c. 850 – 904) è stato un funzionario, poeta e scrittore giapponese, è stato uno dei primi poeti waka di corte del primo periodo Heian, membro dei sanjūrokkasen o Trentasei immortali della poesia.

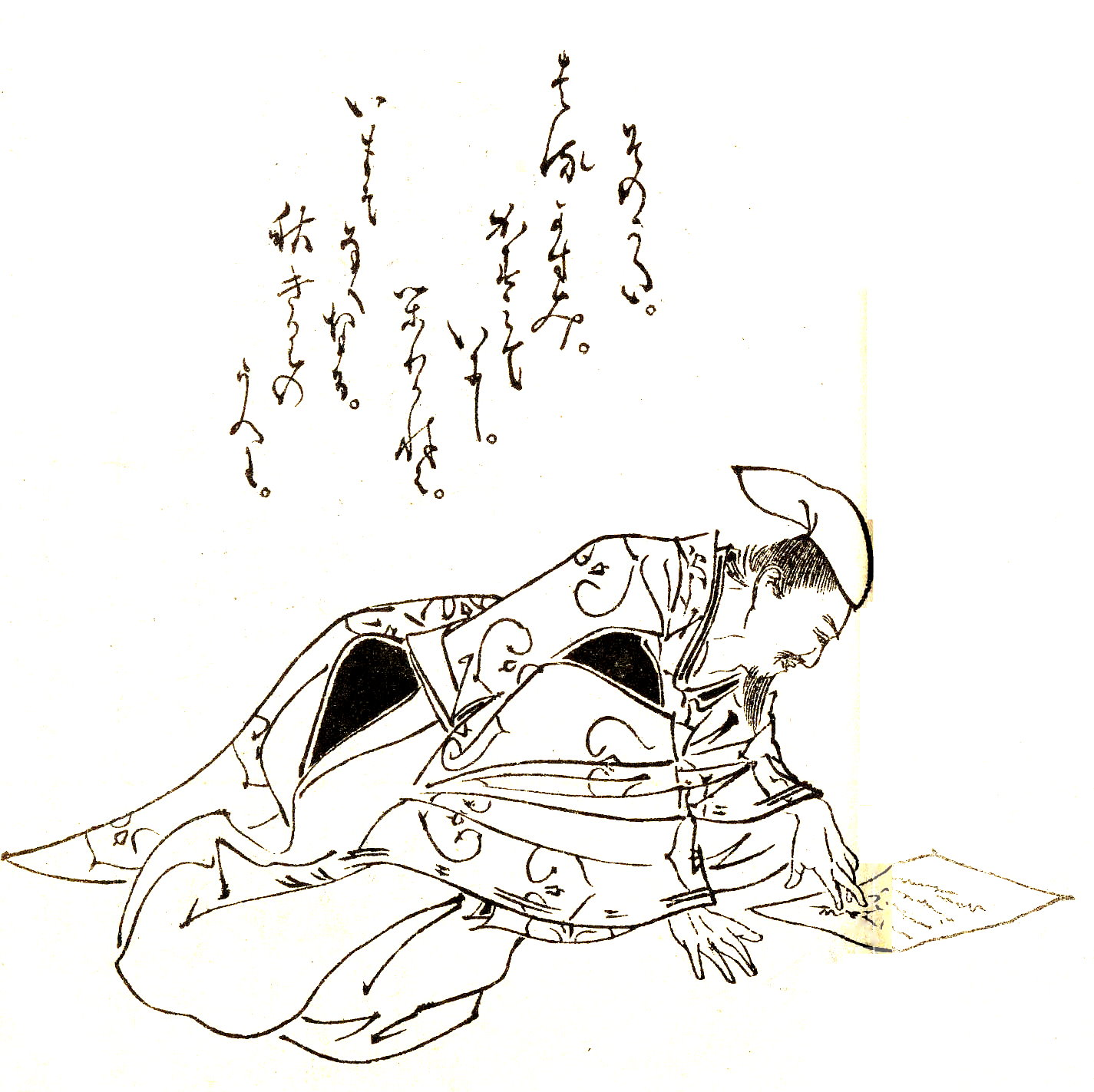
Ki no Tomonori di Kikuchi Yōsai

Fu un compilatore del Kokin Wakashū, anche se certamente non lo vide completato poiché l'antologia include un elogio a lui composto da Ki no Tsurayuki, suo cugino e collega nello sforzo di compilazione. Ki no Tomonori è l'autore di diverse poesie nel Kokin Wakashū, e alcune delle sue poesie compaiono in raccolte ufficiali successive. Una raccolta delle sue poesie da varie fonti apparve come tomonori shū.

## Biografia
Sebbene non avesse ricoperto alcun incarico ufficiale prima dei quarant'anni, era abile nella poesia waka e partecipò a numerosi concorsi poetici. Servì come segretario principale del palazzo quando fu nominato compilatore della prima antologia di poesia giapponese dall'imperatore Daigo nel 905. Il Kokin Wakashū doveva essere una raccolta che riunisse poeti del passato e del presente per dimostrare la grandezza della poesia giapponese contro quella cinese, ampiamente praticata a corte. C'erano quattro compilatori, ma Ki no Tomonori è citato per primo nella prefazione cinese all'opera, il che potrebbe suggerire che fosse considerato il poeta più importante al momento della compilazione. Tuttavia, non ha visto il completamento della compilazione ed è morto prima che fosse completato. La sua morte è infatti raccontata in due poesie a lutto composte da Ki no Tsurayuki e Mibu no Tadamine.
Sessantaquattro sue poesie sono state incorporate nelle antologie imperiali, molte delle quali sono nel Kokin Wakashū. Il waka più famoso di Tomonori è "Hisakata no", incluso nell'Hyakunin Isshu che fu compilato nel XIII secolo.
光のどけき hikari nodokeki

春の日に haru no hi ni

しづ心なく shizu gokoro naku

花のちるらむ hana no chiruran»
Il sole splende nel cielo;

Perché, con incessante, irrequieta fretta

Cade il fiore appena sbocciato del ciliegio?»
(Hisakata no)
Questo waka è diventato una canzone corale "Hisakata No (In the Peaceful Light)" di Ruth Morris ed è cantata da vari gruppi corali del mondo.